# کلهودشت پائین
کلهودشت پایین، روستایی است از توابع بخش مرکزی شهرستان بابل در استان مازندران ایران.
شغل عمده روستائیان دامپروری و کشاورزی می باشد.

## جمعیت
این روستا در دهستان فیضیه قرار دارد و براساس سرشماری مرکز آمار ایران در سال ۱۳۸۵، جمعیت آن ۳۴۲ نفر (۹۳خانوار) بوده‌است.